# Lina Ghotmeh

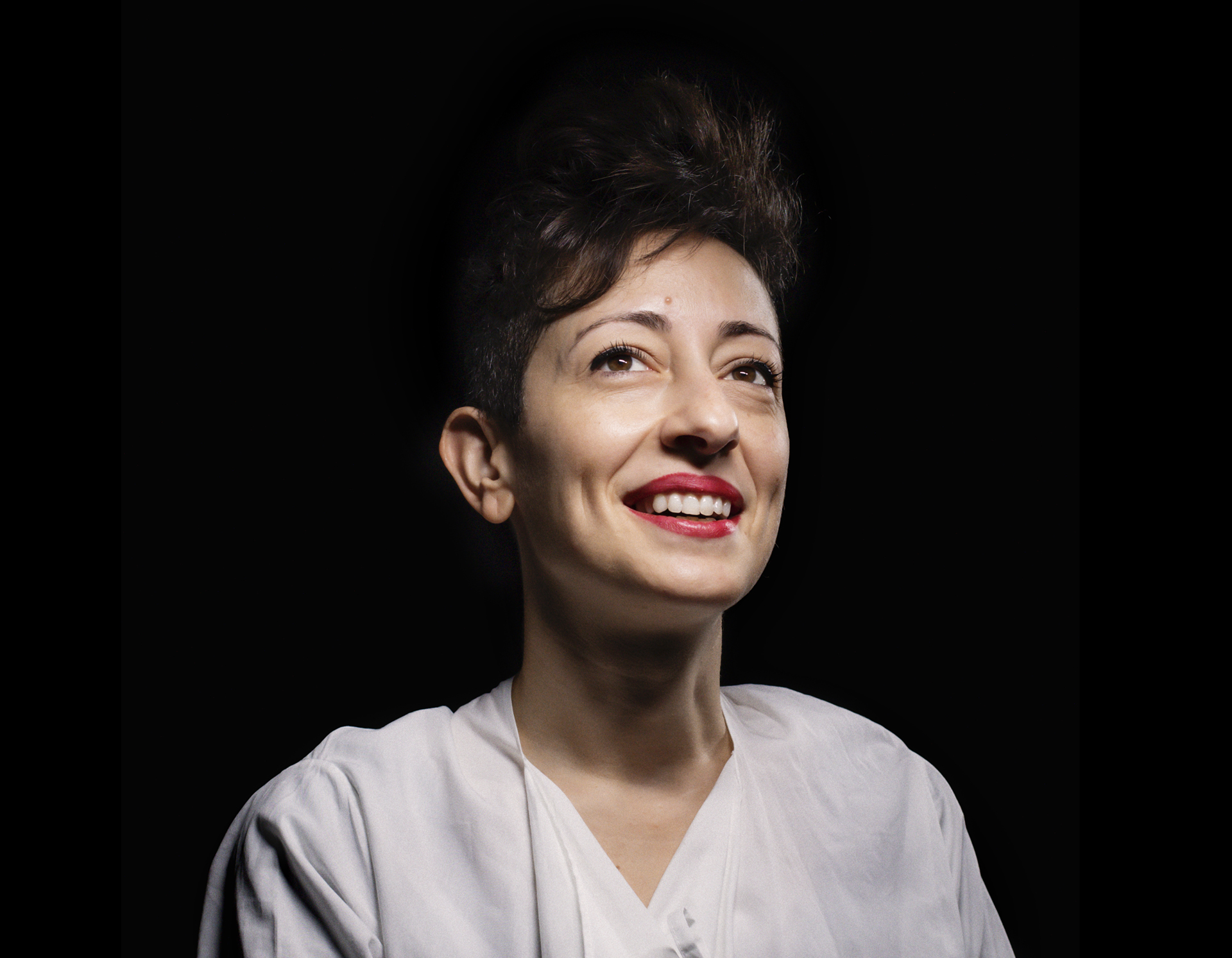
Lina Ghotmeh

Lina Ghotmeh (geboren 1980 in Beirut, Libanon) ist eine libanesisch-französische Architektin, die das Pariser Architekturbüro Lina Ghotmeh – Architecture leitet. Weltweite Beachtung bekam sie mit dem ehemaligen Architekturbüro Dorell.Ghotmeh.Tane / Architects für das preisgekrönte Estnische Nationalmuseum. 2021 stellte sie ein Modell ihres Beiruter Projektes Stone Gardens auf der Architekturbiennale Venedig aus.

## Beruflicher Werdegang

### Jugend und Ausbildung
Lina Ghotmeh wuchs gegen Ende des libanesischen Bürgerkriegs in Beirut auf und entwickelte nach dessen Ende das Bedürfnis zu reparieren und Geschichte zu erforschen. Ghotmeh sieht Beirut auch heute noch als eine „Landschaft, die sieben Mal verschüttet wurde“. Sie studierte Architektur an der Amerikanischen Universität Beirut und schloss das Studium im Jahr 2003 mit diversen Preisen ab.
Nach ihrem Studienabschluss verließ Ghotmeh den Libanon und arbeitete zunächst bei Jean Nouvel und Norman Foster in London.

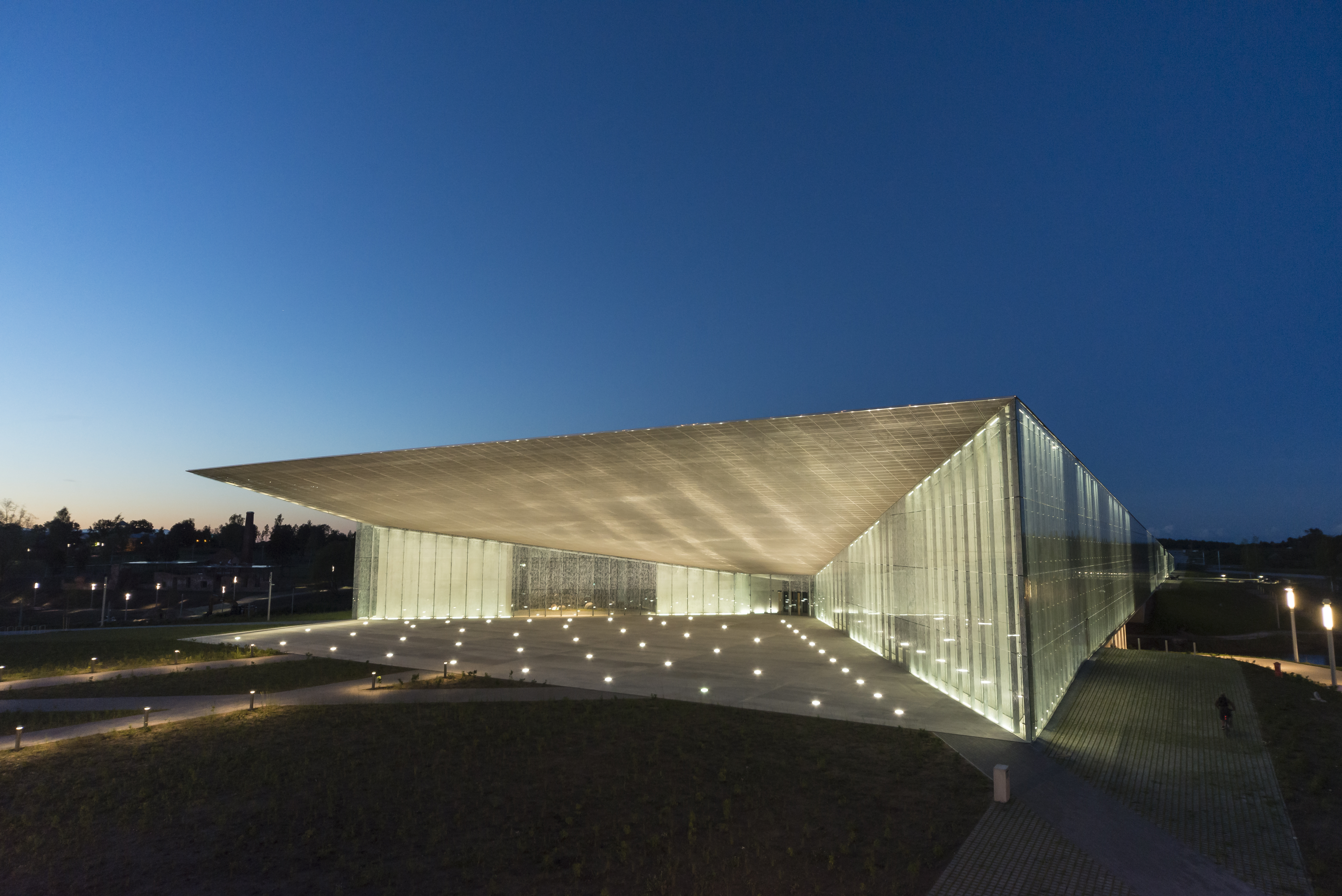
Estnisches Nationalmuseum in Tartu 2016, Eingang

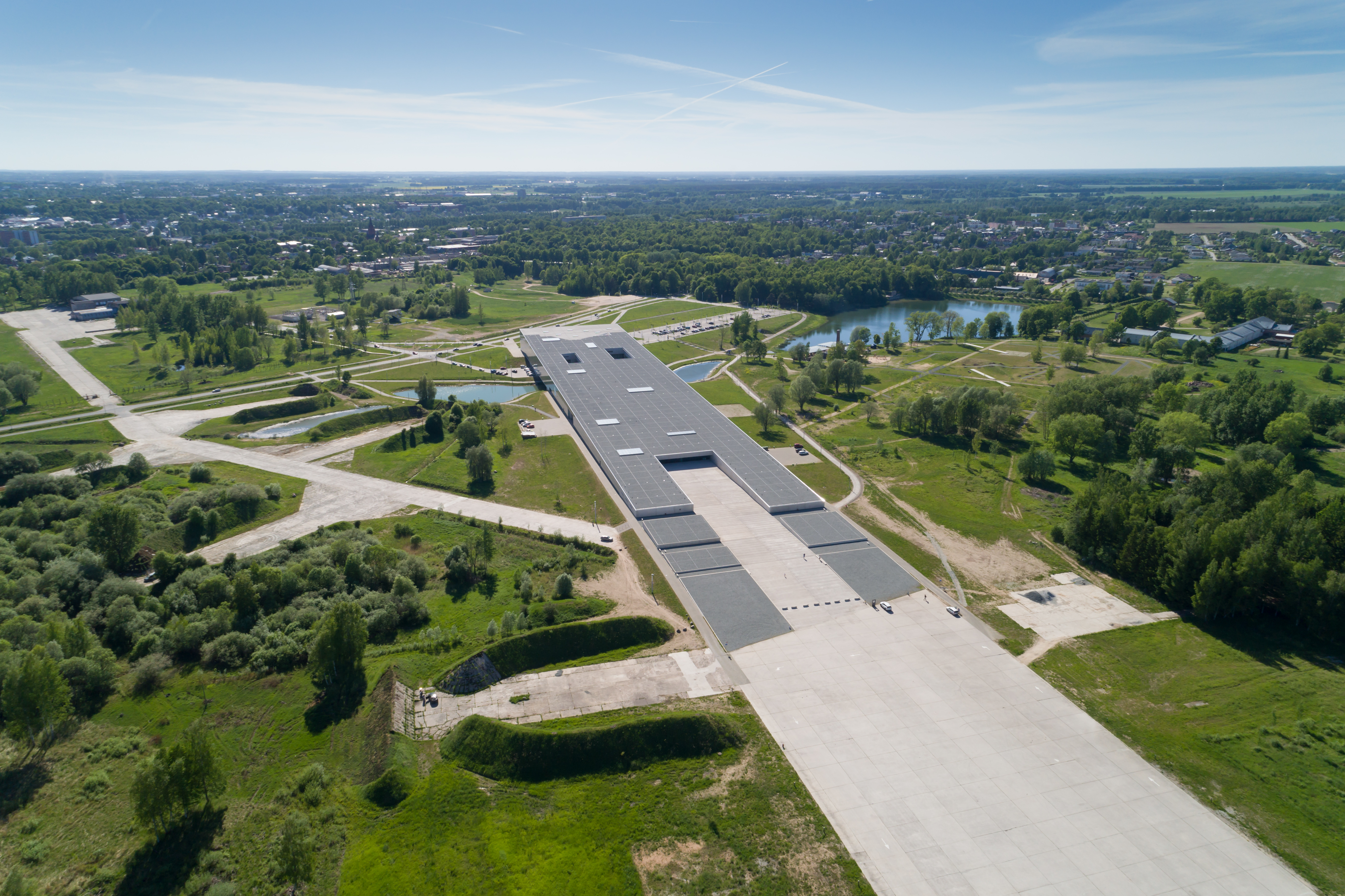
Estnisches Nationalmuseum in Tartu 2016, Vogelperspektive

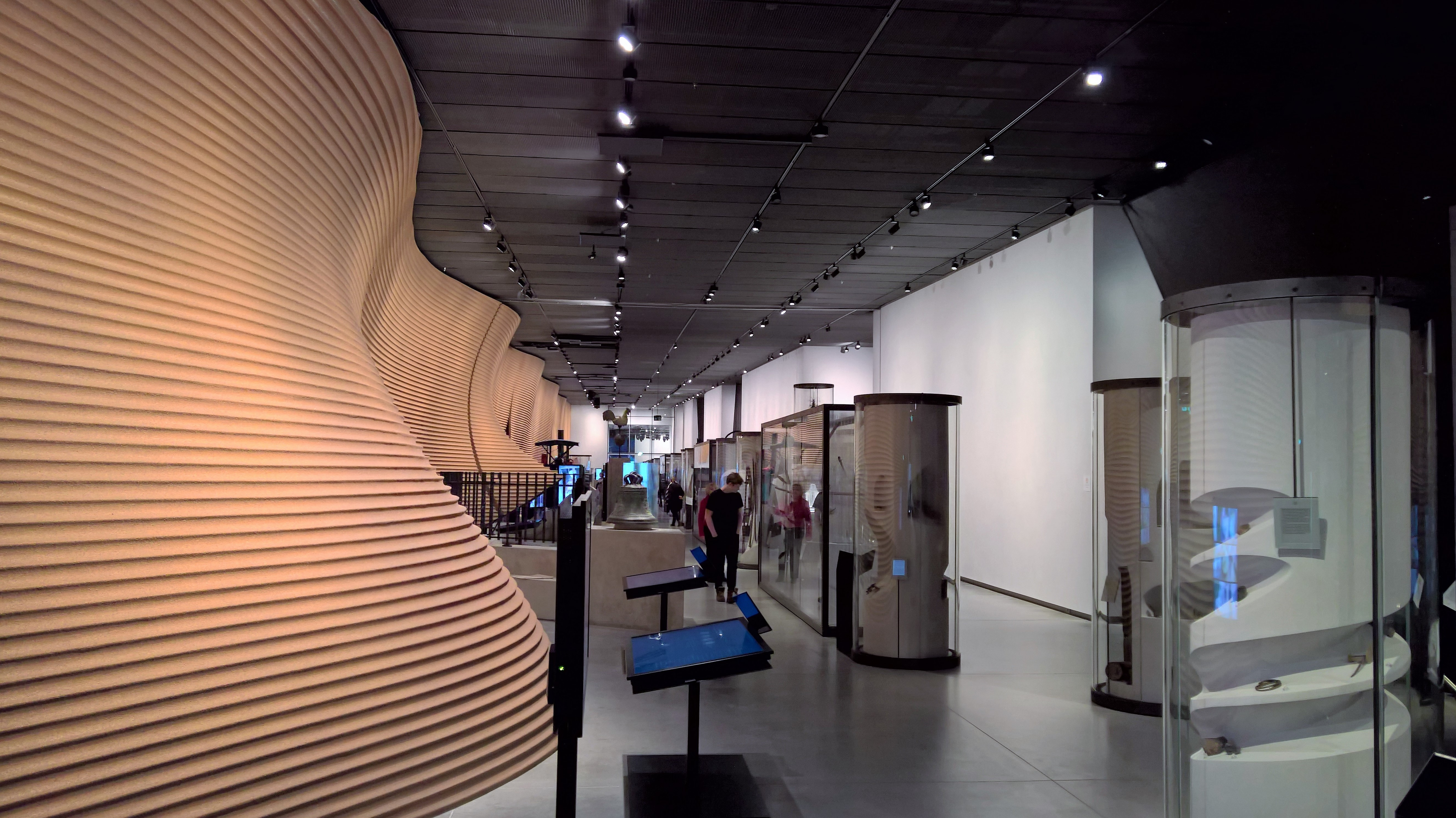
Estnisches Nationalmuseum in Tartu 2016, Ausstellungsräume

### Dorell.Ghotmeh.Tane / Architects (DGT)
2006 gründeten Dan Dorell, Lina Ghotmeh und Tsuyoshi Tane das Architekturbüro Dorell Ghotmeh Tane / Architects (DGT), nachdem Lina Gothmeh 2005 den Wettbewerb für das Estnische Nationalmuseum gewonnen hatte. 2016 gewann das Büro den Grand Prix Afex 2016 für die Realisierung dieses Projektes.
Neben Architektur gestalteten Dorell Ghotmeh Tane / Architects (DGT) auch Ausstellungen, darunter 2015 die Pariser Ausstellung des japanischen Großmeisters Katsushika Hokusai im Grand Palais.
Mit seinem begrünten Stadion-Entwurf kam das Architekturbüro unter die zehn Finalisten für den Wettbewerb um die Realisierung des neuen Nationalstadions in Tokio.
Im Rahmen der Ausschreibung „Réinventer Paris“ 2016 entwarf das Architekturbüro das Projekt Réalimenter Masséna. Dabei wurde ein Mehrzweckgebäude mit Werkstätten, Wohnungen, Büros, Kantine, Markt und Veranstaltungssaal in einem Holzturm entworfen. Das Projekt erhielt eine Auszeichnung im Rahmen der Ausschreibung.

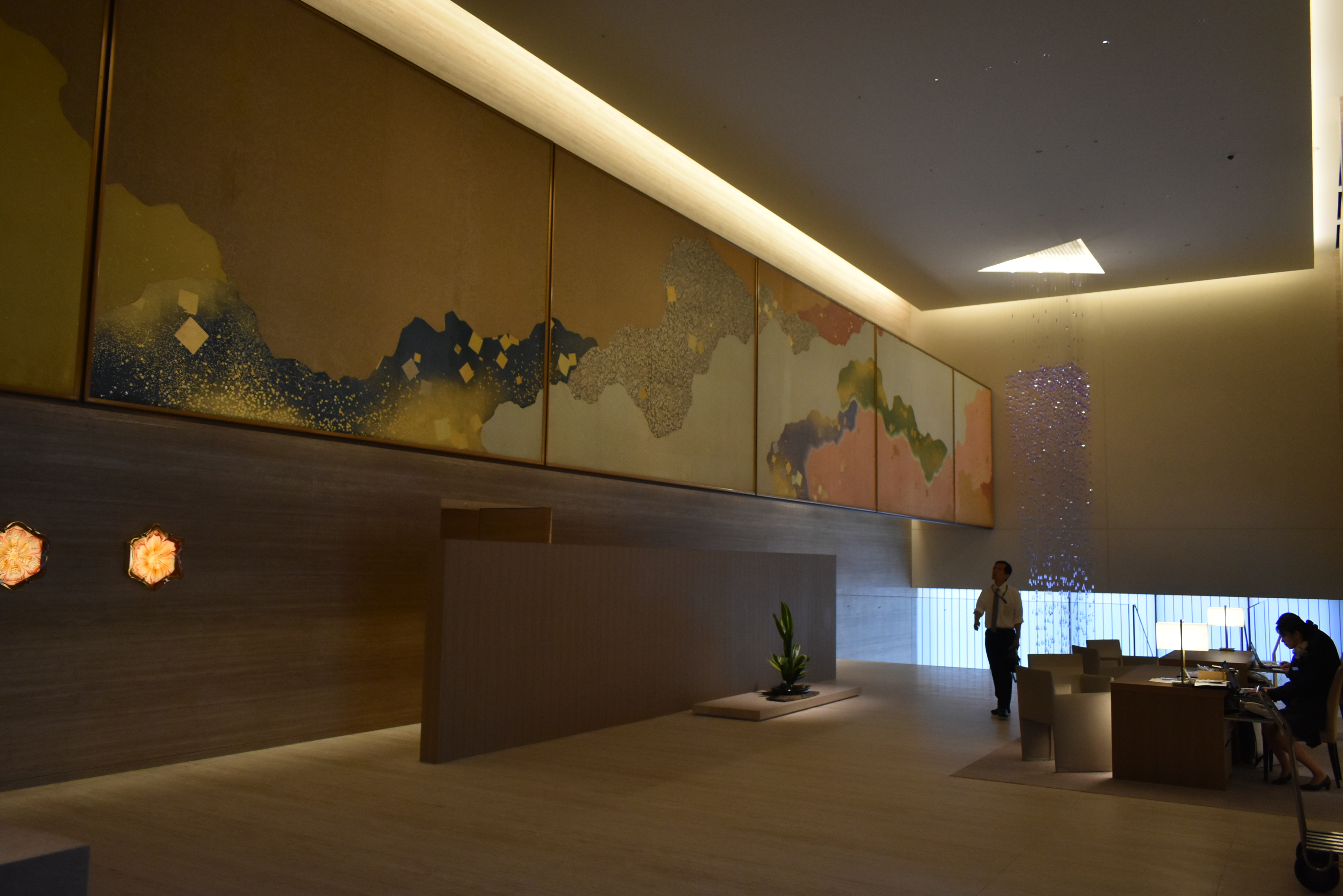
Hotel Okurka Tokio, Lichtobjekt Wisteria's Shadow 2019

### Lina Ghotmeh – Architecture (LG-A)
2016 gründete Ghotmeh ihr eigenes Architekturbüro Lina Ghotmeh – Architecture (LG-A) im 11. Arrondissement von Paris. Es hat ungefähr 30 Mitarbeiter mit kosmopolitischen Profilen.
2017 gestaltete sie die Ausstellung Wonder Lab in Tokio, deren Auftraggeber das Nationalmuseum Tokio war. Darin präsentieren 15 zeitgenössische französische Handwerker und Designer außergewöhnliche Produkte in der Auseinandersetzung zwischen Vergangenheit und Gegenwart. Die Ausstellung wurde 2019 im Auftrag des Chinesischen Nationalmuseums in Peking gezeigt und soll rund um die Welt wandern.
Ghotmeh engagiert sich für ökologisches Bauen und das Bauen mit Holz. Ein nächstes ökologisches Projekt ist der Bau von Wohnungen mit niedrigem CO2-Ausstoß für das Athletendorf der Olympischen Spiele 2024 in Paris.
2018 wurde das Projekt Stone Gardens in Beirut fertiggestellt.
Seit 2019 ist das Architekturbüro zusammen mit Rogers Stirk Harbour + Partners stadtplanerisch tätig bei der Neugestaltung des Quartiers Maine Montparnasse. Die Arbeiten werden voraussichtlich 2030 abgeschlossen sein.

## Lehrtätigkeiten, Positionen und Vorträge
Von 2008 und 2015 unterrichtete Ghotmeh als Gastdozentin an der École Spéciale d’Architecture in Paris und erwarb im selben Zeitraum das französische Architekturdiplom durch Gleichwertigkeitsprüfung.
Ghotmeh hält Vorträge über ökologische Architektur, wie z. B. bei der französischen Tageszeitung Le Monde und der schweizerischen Tageszeitung Le Temps organisierten Podiumsdiskussion zur Frage „Kann die Natur die Stadt humanisieren?“ oder über die „Archäologie der Zukunft“, einem Leitgedanken, den sie zusammen mit Tsuyoshi Tane ins Leben gerufen hatte und weiterentwickelt.
An der Yale School of Architecture hatte sie den Louis I Khan Lehrstuhl inne und an der University of Toronto den Gehry Lehrstuhl.
Im Jahr 2021 wurde sie zur Co-Präsidentin des wissenschaftlichen Netzwerks für Architektur in extremen Klimazonen RST arches ernannt. Im selben Jahr wurde sie als unabhängiges Mitglied in den Vorstand von Saint-Gobain berufen: Sie möchte die Spezialisten für Baumaterialien bei den Zielen zur Erreichung der Kohlenstoffneutralität unterstützen.

## Projekte und Preise (Auswahl)

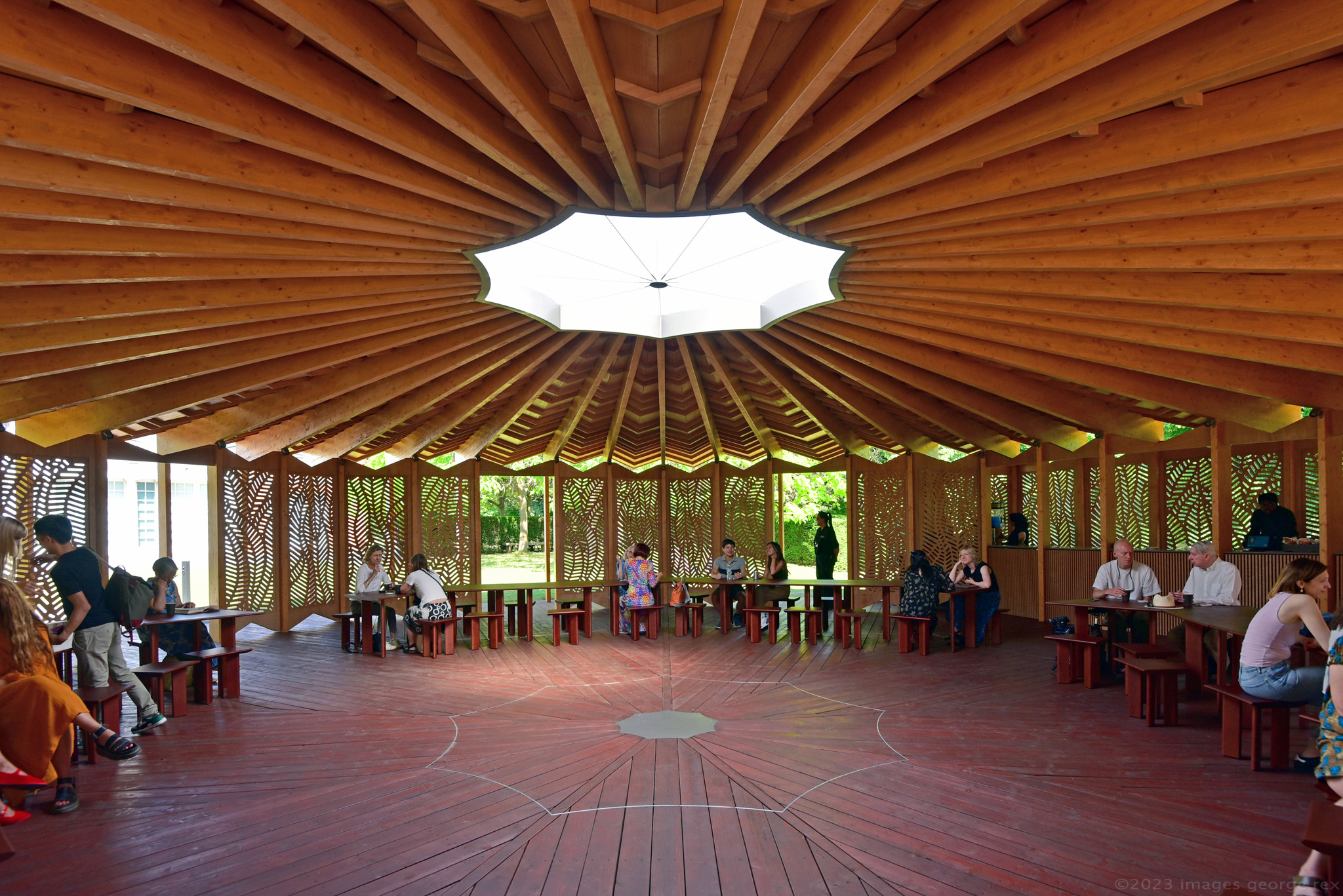
Serpentine Pavilion, London 2023

Eine Auswahl von fertiggestellten Projekten wird in der Reihenfolge des Fertigstellungsdatums aufgelistet:
Mit Dorell Ghotmeh Tane Architects
- 2009: Erweiterungsbau des Geologischen Museums Kopenhagen, Dänemark.[39]
- 2010–2017: Gestaltung des Renault-Standes – The Bump[40]
  - 2012: Annual A+Award des Architizer Magazine, New York City
  - 2013: Red Dot Design Award[41]
- 2012: Nuit Blanche: Illuminations stellaires, Lichtinstallation[42]
- 2014: Vitrine d'Hermès, Tokio, Japan.
- 2015: Installation für das Éléphant Paname, ein Kunst- und Tanzzentrum in Paris.[43]
- 2015: Toraya, japanische Pâtisserie in Paris.[44]
- 2015: Une maison pour Oiso, ein Wohnhaus in Oiso, Japan.[45][46]
- 2016: Estnisches Nationalmuseum, Tartu, Estland.[47][48]
  - 2016: Grand Prix Afex[10]
  - 2017: Estonian Architecture Award für das Estnische Nationalmuseum[49][50]
  - 2017: Nominierung für den Mies van der Rohe Award[8]

Mit Lina Ghotmeh – Architecture
- 2017: Restaurant Les Grands Verres im Palais de Tokyo im 16. Arrondissement von Paris[51][52][53]
- 2017: Greenhouse, ein Konservatorium auf der Domaine du BoisBuchet[54][55]
- 2018: Boutique Patrick Roger[56][57][58]
- 2019: Installationen und Tischlampen im Hotel Okura Tokyo: Wisteria’s Shadow (Lichtinstallation im Okura Heritage-Flügel, 2.400 lila getönte Kristalle, die im Treppenhaus Stimmung erzeugen), Pyramid of Light (Lichtinstallation im Eingangsbereich des französischen Hotelrestaurants Nouvelle époque, die aus 766 pyramidenförmigen Kristallen besteht) und Paper Blue (Zylindrische Tischlampen aus blauem Washi-Papier, die in der VIP-Bar des Hotel aufgestellt wurden).[59][60][61]
- 2020: Stone Gardens, einem begrünten Wohnturm mit Galerie und Café in Beirut, Libanon.[62][63]
- 2021: Ghotmeh war mit einem Modell von Stone Gardens auf der 17. Architekturbiennale Venedig vertreten.[64]
- 2023: Serpentine Pavilion, London[65]

## Projektunabhängige Auszeichnungen
Für Dorell Ghotmeh Tane / Architects (DGT)
- 2008: Prix AJAP (Albums des jeunes architectes et paysagistes = Alben junger Architekten und Landschaftsgestalter) des französischen Ministeriums für Kultur[66]
- 2016: Prix Dejean der Académie d'Architecture für ihre Forschungsarbeiten[67]

Für Lina Ghotmeh – Architecture (LG-A)
- 2018: European Museum of the Year Award (EMYA)[49]
- 2019: Prix Pierre Cardin der Académie des Beaux-Arts[19]
- 2020: Schelling-Architekturpreis[68]
- 2020: Prix Tamayouz, Preis für eine Frau mit herausragenden Leistungen[69][9]

## Weblink
- Offizielle Website von Lina Ghotmeh - Architecture. Abgerufen am 3. September 2022 (englisch).

- Schelling Architecture Awards 2020 - Schelling Architekturpreise 2020 auf YouTube, abgerufen am 16. November 2022 (englisch; Laufzeit: 1:10:04).